# موکوبا، موزامبیک
موکوبا (به لاتین: Mocuba) یک منطقهٔ مسکونی در موزامبیک است که در Mocuba (District) واقع شده‌است.
 موکوبا  ۱۶۸,۷۳۶ نفر جمعیت دارد.

## خواهرخوانده
شهر آلکاسر دوسال خواهرخواندهٔ موکوبا، موزامبیک هست.